# دلفين هيفيسايد
دلفين هيفيسايد أو دلفين رأسي الخطم هيفيسايدي (الاسم العلمي: Cephalorhynchus heavisidii) (بالإنجليزية: Heaviside's dolphin)‏ هو نوع من الحيتانيات يتبع جنس دلفين رأسي الخطم من فصيلة الدلافين المحيطية.